# JAPAN (宮原学の曲)
「JAPAN」（ジャパン）は、宮原学の楽曲で、9枚目のシングル。2012年6月6日にLetty-rから発売された。
前作の「Rain Step/Illusion」から約12年7ヶ月ぶりにソロとして初めてインディーズでシングルリリースした本作は、京都府で行われる「竜馬よさこい12」テーマソング。そのため、竜馬よさこいステッカーが購入特典として付属される。

## 収録曲
- 全作曲：宮原学　編曲：宮原学・小田原豊

1. JAPAN
作詞：M.O.M
2. BALLADE
作詞：関雅夫
3. JAPAN (acoustic ver.)